# 4992 Kálmán
4992 Kálmán là một tiểu hành tinh vành đai chính với chu kỳ quỹ đạo là 1510.2690112 ngày (4.13 năm).
Nó được phát hiện ngày 25 tháng 10 năm 1982.